# Władcy wojny
Władcy wojny (chiń. upr. 投名状; chiń. trad. 投名狀; pinyin Tóu Míng Zhuàng; jyutping Tau4 Ming4 Zong6) – chińsko-hongkoński dramat historyczny z 2007 roku w reżyserii Petera Chana. Za scenariusz odpowiadało wiele osób. W rolach głównych wystąpili Jet Li, Andy Lau i Takeshi Kaneshiro.
W Polsce premiera odbyła się 22 maja 2009 roku.

## Fabuła
Generał Ma (Jet Li) był dowódcą jednej z cesarskich armii. W czasie trzydniowej bitwy wszyscy jego ludzie zginęli, ale on przeżył, dzięki temu, ze udawał martwego. Armia Kui, która obiecała pomoc, nie wywiązała się z obietnicy. Poprzez brak ludzi i żywności, przyłącza się do ukrywających się w górach przestępców, okradających z racji żywnościowych oddziały armii cesarskiej. Tam spotyka przywódców grupy Cao Erhu (Andy Lau) oraz Zhang Wenxiang (Takeshi Kaneshiro). Przekonuje ich do przyłączenia się do armii cesarskiej. Jako Górska Armia na rozkazach cesarzowej Chin biorą udział w tłumieniu powstania tajpingów.

## Obsada
Źródło.
- Jet Li jako generał Ma Xinyi
- Andy Lau jako Zhao Erhu
- Takeshi Kaneshiro jako Jiang Wuyang
- Xu Jinglei jako Liansheng
- Jacky Heung jako Shi Jinbiao
- Guo Xiaodong jako Huang Wenjin